# Hugo Junkers Hangar

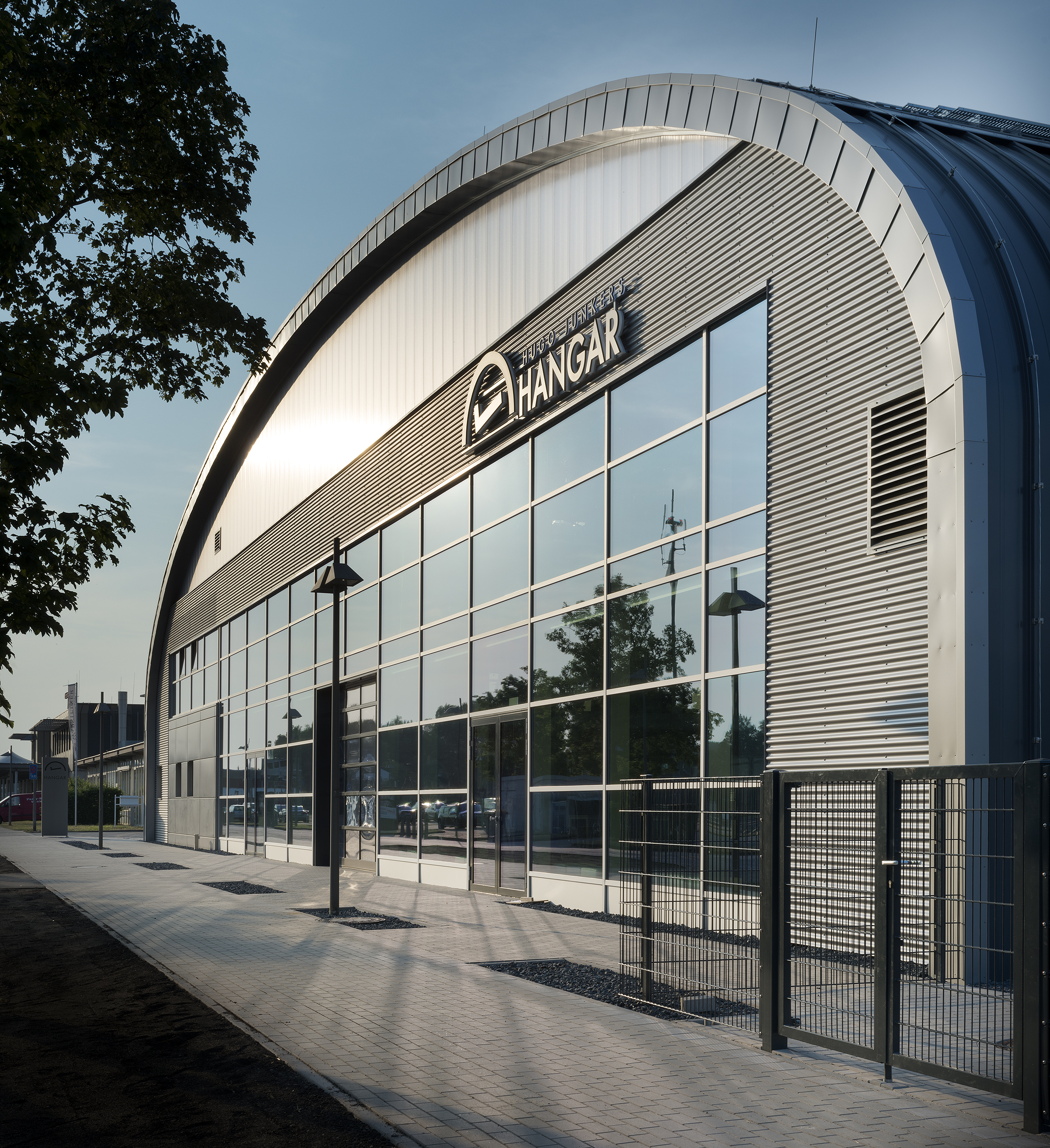
Hugo Junkers Hangar

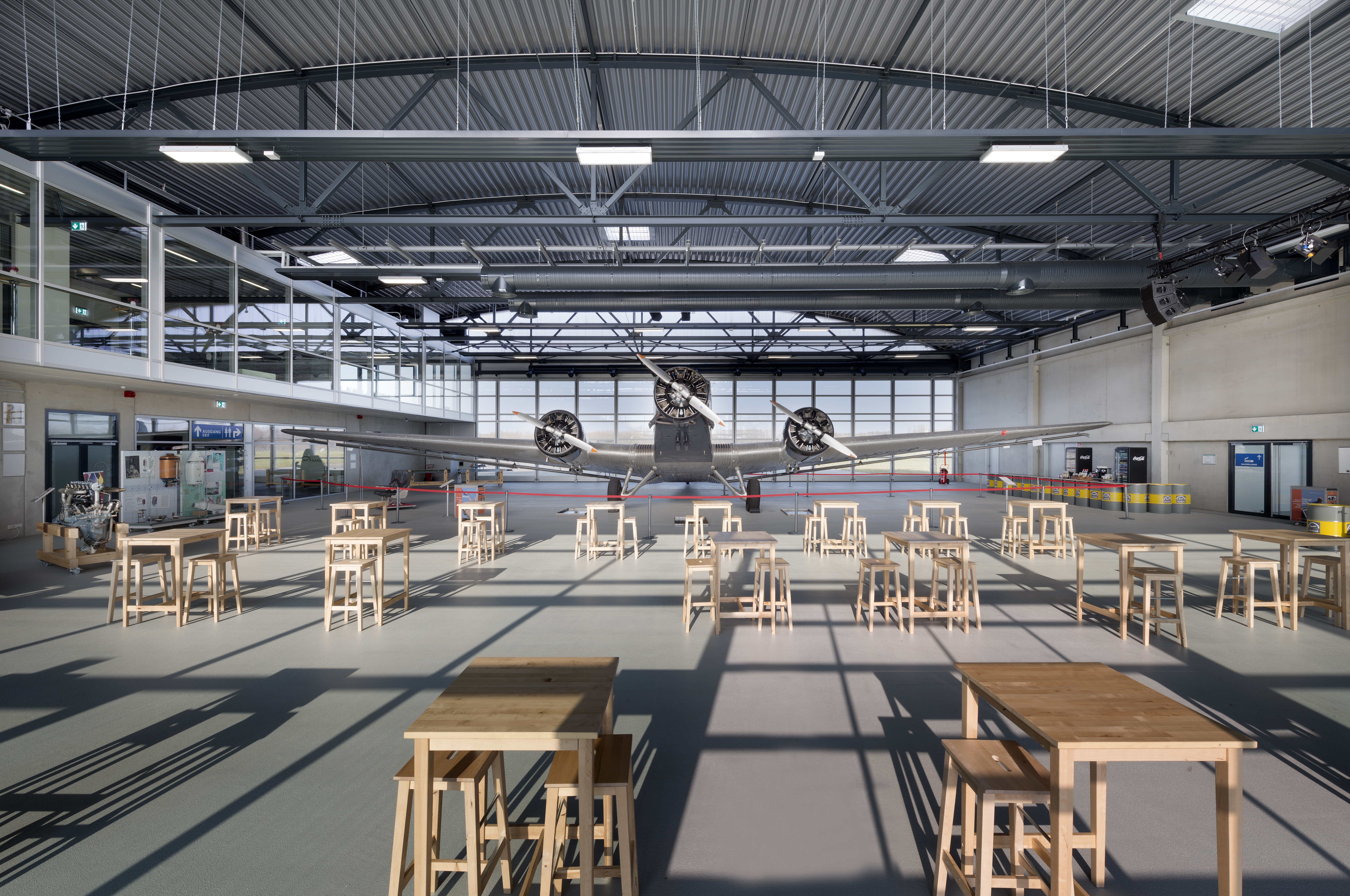
Hugo Junkers Hangar – Innenansicht mit flugfähiger Ju 52 HB-HOY

Der Hugo Junkers Hangar am Flughafen Mönchengladbach ist seit Juni 2015 Heimat der flugfähigen Ju 52 HB-HOY. Das multifunktional nutzbare Gebäude, in dem auch eine Ausstellung zu Leben und Werk von Hugo Junkers zu sehen ist, dient zugleich als Veranstaltungshalle. Der gewählte Namen für das Bauwerk birgt Verwechslungsgefahr mit der von Junkers entwickelten Stahl-Lamellenhalle, einem patentierten Hallenbausystem, das auch für Hangars eingesetzt wurde.

## Geschichte und Idee
Mit dem Hangar ehrt die Stadt Mönchengladbach einen ihrer berühmtesten Söhne – den Technik- und Flugzeugpionier Hugo Junkers. Die Realisierung des Hangars erfolgt mit Unterstützung des Landes Nordrhein-Westfalen und der Europäischen Union im Rahmen des Europäischen Fonds für regionale Entwicklung (EFRE). Die Wirtschaftsförderung Mönchengladbach (WFMG) hatte sich im Jahr 2010 erfolgreich am Wettbewerb Erlebnis.NRW im Rahmen des NRW-EU Ziel-2-Programms beteiligt. Für die Projektentwicklung und den Bau des Hangars ist die Event-Hangar Mönchengladbach GmbH als Tochterunternehmen der Entwicklungsgesellschaft der Stadt Mönchengladbach (EWMG) verantwortlich. Das Projekt kombiniert eine flugfähige Ju 52, eine Veranstaltungshalle und eine multimediale Ausstellung. Am 21. Juni 2015 fand die offizielle Eröffnung des Hangars im Rahmen eines Tags der offenen Tür am Flughafen Mönchengladbach statt. Am 26. Juni 2015 fand dort die erste größere offizielle Veranstaltung statt, bei der 450 geladene Gäste den Hauptgeschäftsführer Dieter Porschen der IHK Mittlerer Niederrhein verabschiedeten.

## Architektur und Bauwerk
Die Silhouette des Hugo Junkers Hangars greift die Bogenform einer typischen Flugzeughalle auf. Die 1100 m² Bodenfläche dienen dem Abstellen der Ju 52 und können zugleich als Veranstaltungsfläche genutzt werden. Im seitlichen Gebäuderiegel befinden sich im Erdgeschoss das Foyer sowie Küchen-, Sanitär- und Funktionsräume. Im Obergeschoss befinden sich drei Seminarräume. Es handelt sich bei der Halle jedoch um ein gewöhnliches Stahltragwerk. Es wurde nicht auf das von Junkers entwickelte System der Stahl-Lamellenhallen zurückgegriffen und eine der noch erhaltenen, aber gefährdeten Hallen transloziert oder zumindest das Konstruktionssystem in neuer Form eingesetzt.

## Flugzeug Ju 52
Die CASA 352 L (Ju 52) HB-HOY gehört dem Verein der Freunde historischer Luftfahrzeuge e. V. und stammt aus dem Jahr 1949. Das Flugzeug bietet Platz für 17 Passagiere, zwei Piloten und eine Flugbegleitung. Die Höchstgeschwindigkeit liegt bei 290 km/h.

## Flugzeug Junkers F 13
Auf dem Flugfeld neben dem Hangar steht seit September 2019 der nicht flugfähige Nachbau der Junkers F 13 D1 „Nachtigall“. Dieser war bis 2013
am Flughafen Stuttgart ausgestellt.

## „Oldtimer Fly- & Drive in“
Jeden letzten Sonntag im Monat zwischen Mai und September findet in und um den Hangar das Event „Oldtimer Fly- & Drive in“ statt. Dies ist ein Treffen historischer Flugzeuge und Fahrzeuge (H-Kennzeichen), vom Fahrrad über Pkw und Lkw bis hin zum Traktor. Auch Mitflüge in manchen historischen Flugzeugen sind möglich. Die Teilnahme und der Besuch sind frei.